# Encefalitis de San Luis
La encefalitis de San Luis es una enfermedad vírica transmitida por mosquitos que afecta principalmente a los Estados Unidos, aunque ocasionalmente se han notificado casos en Canadá y México. Causada  por el virus de la encefalitis de San Luis, que está relacionado con el virus de la encefalitis japonesa. La denominación de la enfermedad se remonta al otoño de 1933 cuando en un plazo de cinco semanas se produjo una epidemia de encefalitis de proporciones explosivas en las cercanías de San Luis (Misuri) y en el vecino Condado de San Luis. Más de 1000 casos fueron reportados a los departamentos de salud locales y el recién constituido Instituto Nacional de Salud hizo un llamamiento a su investigación por especialistas epidemiológicos. Tiempo después, el virus que causó la epidemia fue aislado primero en monos y luego en ratones blancos.

## Transmisión y sintomatología
Los mosquitos del género Culex se infectan al alimentarse de aves infectadas con el virus. Los mosquitos infectados transmiten luego el virus de la encefalitis de San Luis a los seres humanos y animales durante la picadura. El virus se replica tanto en el mosquito como en el ave infectada, pero no caen enfermos. Una vez que una persona ha sido infectada, la enfermedad no es transmisible de persona a persona.
La mayoría de las infecciones dan como resultado una enfermedad leve, con fiebre y dolor de cabeza. Cuando la infección es más grave, la persona puede experimentar dolor de cabeza, fiebre alta, rigidez del cuello, estupor, desorientación, coma, temblores, convulsión espástica ocasional y parálisis. La mortalidad oscila entre el 3-30% y las personas de más edad tienen mayor probabilidad de tener una infección fatal.

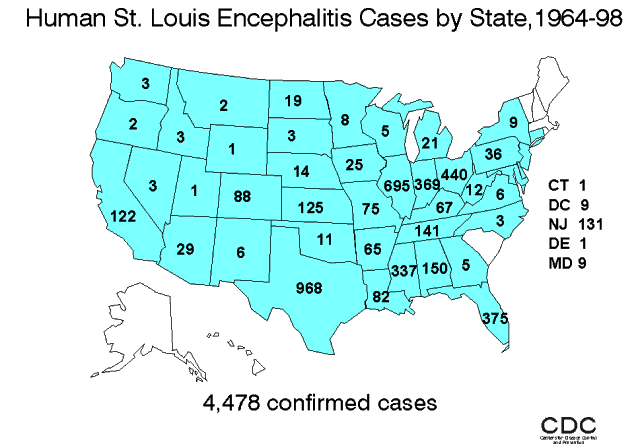
Incidencia humana de la encefalitis de San Luis en 1964-1998.

En los Estados Unidos se registran un promedio de 128 casos de encefalitis de San Luis anualmente. En las zonas templadas de los Estados Unidos, los casos de encefalitis de San Luis se producen principalmente a finales del verano o principios del otoño. En el sur de los Estados 
Unidos, donde el clima es más suave, puede ocurrir durante todo el año. No se conoce ninguna vacuna ni cualquier otro tratamiento específico para la enfermedad. 

## Estudios evolutivos
Se han publicado varios estudios de genética evolutiva del virus de la encefalitis de San Luis, centrados en la filogenia, variabilidad genética y dinámica de recombinación genética mediante el secuenciado de los genes de la envoltura vírica y de otros genes.
Un reciente estudio evolutivo sobre la base de 23 nuevos marcos abiertos de lectura (genomas casi completos) encontró que la cepas de América del Norte pertenecen a un único clado. Las cepas se aislaron en diferentes fechas (de 1933 a 2001), lo que permitió la estimación de los tiempos de divergencia de las distintas cepas del virus y la tasa global de la evolución. Además, este estudio identificó un aumento en la población efectiva del virus en torno a finales del siglo XIX, que corresponde a la última división de cepas en América del Norte, sugiriendo una colonización del virus hacia el norte de las Américas. 
Los análisis mostraron que la mayoría de los codones del virus evolucionan bajo selección neutral o negativa. La selección positiva fue detectada estadísticamente sólo en el único codón que codifica los aminoácidos pertenecientes al hipotetizado punto de N-glicosilación de la envoltura vírica. Sin embargo, esta última puede ser debida a la selección in vitro (en el laboratorio) en lugar de en vivo (en el huésped).